# Argyropeza schepmaniana
Argyropeza schepmaniana là một loài ốc biển, là động vật thân mềm chân bụng sống ở biển thuộc họ Procerithiidae.